# St. Michael (Schweinfurt)
St. Michael ist eine katholische Pfarrkirche im Schweinfurter Stadtteil Musikerviertel. Die Kirche wurde vom Dombaumeister Hans Schädel entworfen und liegt an der Florian-Geyer-Straße in unmittelbarer Nähe zur evangelischen Dreieinigkeitskirche.

## Geschichte
Das sogenannte Musikerviertel in Schweinfurt entstand in den 1950er Jahren als sich die Industriestadt immer weiter ausdehnte. Die katholischen Christen im Stadtteil wurden damals von der St.-Kilians-Gemeinde betreut. Die Kiliansgemeinde bewohnten allerdings 1960 bereits über 12.000 Katholiken, sodass es unumgänglich erschien einen Teil des Gebietes abzuspalten. Im Jahr 1961 genehmigte deshalb der Würzburger Bischof Josef Stangl die Errichtung einer Kirchenstiftung für eine neu zu bauende Pfarrkirche.
Am 29. September 1963 wurde dann die Michaelspfarrei gegründet. In den Jahren 1964 bis 1968 entstand die zugehörige Pfarrkirche an der Florian-Geyer-Straße. Die Pläne hatte der Würzburger Dombaumeister Hans Schädel gezeichnet und unter Mitwirkung von Gabriele Ebert und Otto Pfister errichtet. Zunächst baute man das Pfarrzentrum, später die Kirche. Am 12. Mai 1968 weihte der Weihbischof in Würzburg, Alfons Kempf, das Gotteshaus ein.

## Architektur
Die St. Michaelskirche besteht aus einem Pfarrzentrum, an das im Westen die eigentliche Kirche angebaut wurde. Als Eingangsportal erbaute man einen niedrigen Turm an das Pfarrzentrum an. Er besitzt keine Glocken. Von hier aus erreicht man einen Innenhof mit kreugangsartigen Umgang, um den sich die Gemeindegebäude gruppieren. Der eigentliche Sakralbau präsentiert sich als zweckmäßig. Es besitzt einen quadratischen Grundriss.
Im Inneren durchlichten das Stahlbetonskelett mit Klinkern und großen Sichtbetonflächen die Glasfenster von Ludwig Schaffrath. Der unverkleidete Beton bildet hierbei auch innen das zentrale Gestaltungselement. Das Gotteshaus weist keine Choreintiefung auf, sondern wurde als Einheitsbau gearbeitet. Eine kleine Werktagskirche baute man im Nordwesten an St. Michael an. Ebenso entstand eine Taufkapelle als Raum im Raum.

## Beschreibung
Den Mittelpunkt der Ausstattung bilden die Einzelstücke des Kreuzweges des US-amerikanischen Professors Walter Gaudnek. Sie wurden hier erstmals 1995 angebracht und im Stil des Pop-Art geschaffen. Ursprünglich waren aber die Werke Ludwig Schaffraths an den Fenstern die dominierenden Elemente. Die Fensteröffnungen des Kirchenraums weisen eine Fläche von 330 m² auf und bestehen aus mundgeblasenen Echtantikscheiben, die mit Bleiruten verbunden sind. Das Bildprogramm verweist nicht auf die Heilsgeschichte.
Alle Steinmetzarbeiten erledigte der Vasbühler Künstler Max Walter. Insgesamt stammen 15 Werke im Inneren von dem Künstler. Der Altar von 1968 wurde aus Eibelstädter Muschelkalk geschaffen und erscheint als Zitat auf die antiken Säulenkapitelle. Die Oberfläche wurde weitgehend rau belassen und weist noch die bräunlichen Einschlüsse des Muschelkalks auf. Das Taufbecken ist ähnlich roh gestaltet. Die Werktagskirche wurde ebenfalls mit Objekten von Schaffrath und Walter ausgestattet.